# آری فورن

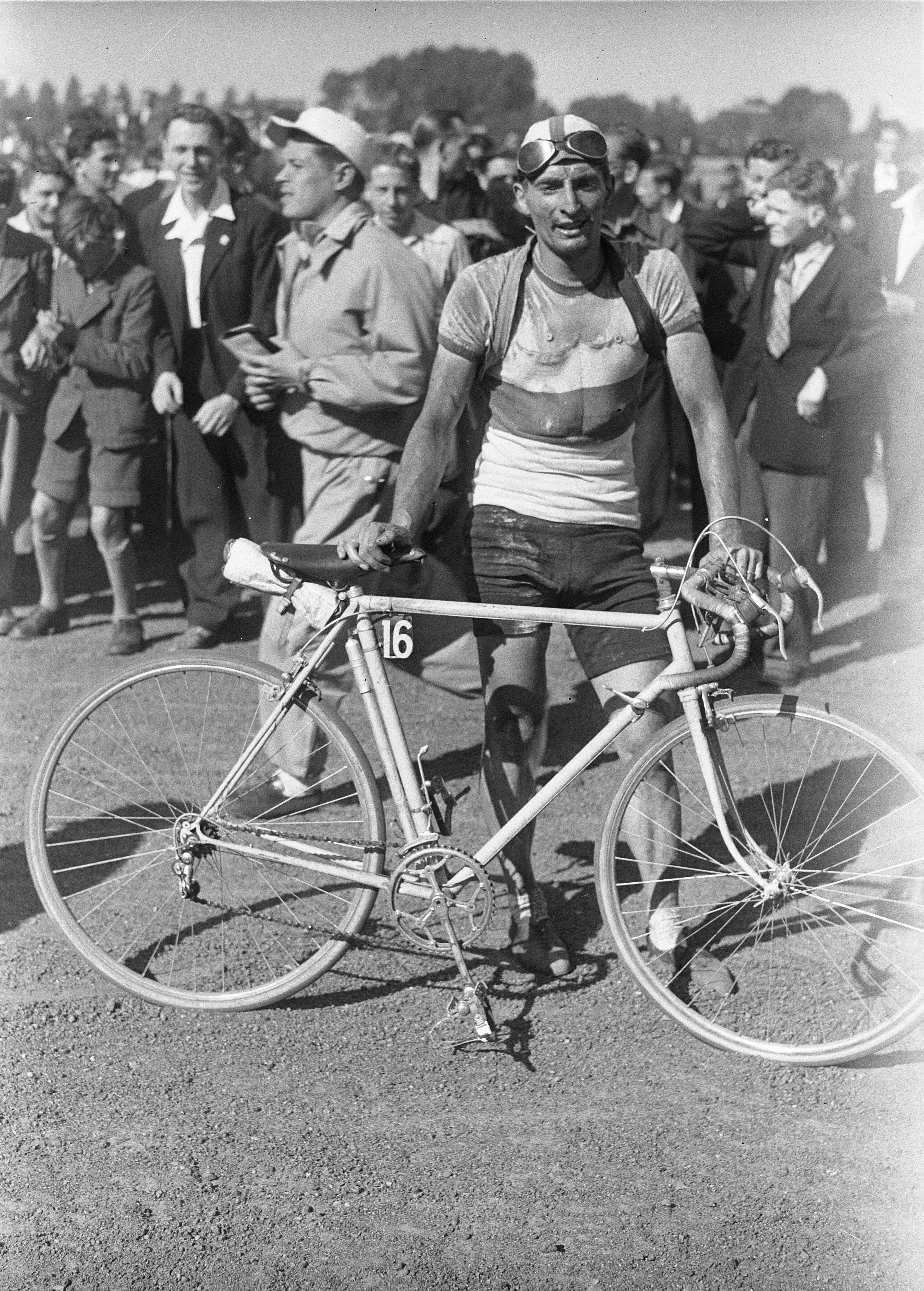

آری فورن (ایتالیایی: Arie Vooren; ۱۱ ژانویهٔ ۱۹۲۳ – ۳ ژوئن ۱۹۸۸) دوچرخه‌سوار اهل هلند بود.